# Cangkreng
Cangkreng is een bestuurslaag in het regentschap Sumenep van de provincie Oost-Java, Indonesië. Cangkreng telt 2251 inwoners (volkstelling 2010).